# Dysaphis lauberti
Dysaphis lauberti är en insektsart som först beskrevs av Carl Julius Bernhard Börner 1940.  Dysaphis lauberti ingår i släktet Dysaphis och familjen långrörsbladlöss. Inga underarter finns listade i Catalogue of Life.